# Ante Starčević

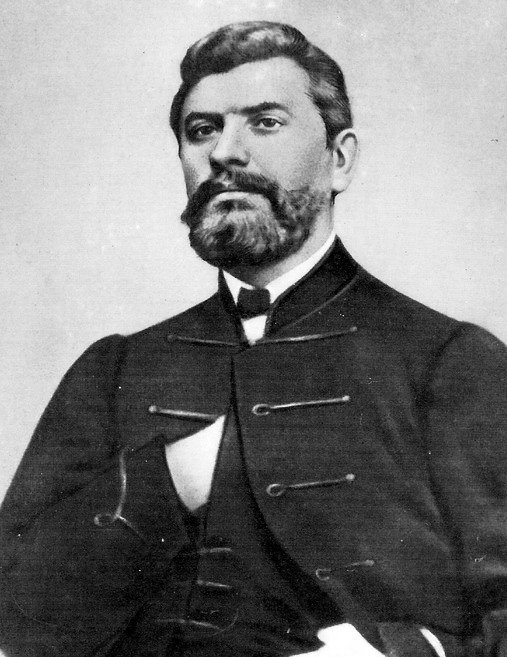
Ante Starčević

Ante Starčević, född 23 maj 1823 i närheten av Gospić, Kroatien, Kejsardömet Österrike
, död 28 februari 1896 i Zagreb, Kroatien, Österrike-Ungern var en kroatisk politiker och författare. 
Starčevićs betydelsefulla och mångfaldiga arbete lade grunden för den moderna kroatiska staten. Starčević hyllas som Kroatiens landsfader (kroatiska: otac domovine).
Starčević var advokat i Zagreb och invaldes 1861 i kroatiska lantdagen, där han stred för den så kallade kroatiska statsrätten, oavhängighet från Ungern och "förening av alla kroatiska länder" och blev ledare för det radikala "rättspartiet" med tidningen "Hrvatska" som organ. Förutom politiska broschyrer på kroatiska skrev han 1878 den mot Ryssland riktade skriften Woran stehen wir?. Han var farbror till David Starčević. 